# 真空準位
真空準位（しんくうじゅんい、英: vacuum level）は、内部に構造を持たない電荷を持った粒子（荷電粒子）が、真空中に孤立（かつ単独）で存在し、加えて運動エネルギーがゼロの状態にある時の最低のエネルギー準位のこと。

## 初等的な定義
真空準位は、初等的には、古典力学における第二宇宙速度のアナロジーで理解される。
一つの初等的な例として、この考え方に基づいて水素原子に対して真空準位を定義してみよう。
軌道を周回する電子は1個とし、電子も原子核も点電荷として扱うと、電子と原子核の間に働くクーロン力は、
{\displaystyle F=-{\frac {e^{2}}{4\pi {\epsilon }_{0}{r^{2}}}}}
で与えられる。ここで、e は電気素量、{\displaystyle {\epsilon }_{0}}は真空の誘電率である。
この F を与える力学的なポテンシャル E は、
{\displaystyle {\frac {dE}{dr}}=-F={\frac {e^{2}}{4\pi {\epsilon }_{0}{r^{2}}}}}
である。上式の両辺を積分すると、
{\displaystyle E=-\int Fdr=-{\frac {e^{2}}{4\pi {\epsilon }_{0}{r}}}+C}
となる。C は積分定数で電位の基準のとりかたに依存するが、クーロン力は無限遠で0なので、無限遠を基準にするのが都合が良い。そこで、
{\displaystyle E_{\mathrm {V} }=E(\infty )}
を、水素原子における真空準位と定義する。

## 一般の場合
真空準位は、フェルミ準位より低くなることはない。
表面系において、表面の電子状態が半導体的（バンドギャップが存在）である場合、伝導帯の底より真空準位が低くなることがある（負の電子親和力→電子親和力参照）。
当該荷電粒子が電子の場合、真空準位は、イオン化エネルギーや仕事関数を求める際の基準となる。この時、仕事関数では、上記の理想的な定義による真空準位を基準とすると、面方位の依存性が出てこなくなる。実際の表面は有限の大きさ（飛び出す電子にとって十分に面積は広いとする）なので、その表面に“はじ”が存在することによる静電的効果を無視できる程度に十分に離れていて、かつ面方位の依存性が有効である距離での電子の準位を真空準位とみなすことになる。